# Marta Menegatti
Marta Menegatti (* 16. August 1990 in Rovigo) ist eine italienische Beachvolleyballspielerin.

## Karriere
Menegatti absolvierte 2009 ihre ersten internationalen Beach-Turniere. Mit ihrer Partnerin Greta Cicolari wurde sie gleich im ersten Jahr italienische Meisterin. Beim Open-Turnier in Sanya wurden die beiden Italienerinnen Vierte. Mit Deborah Allegretti gewann Menegatti den Titel bei der U20-Europameisterschaft in Kos. 2010 erreichte sie mit Cicolari bei drei Turnieren jeweils den neunten Rang. Jeweils Silber gewann sie mit Laura Giombini bei der U23-EM in Kos und mit Viktoria Orsi Toth bei der U21-Weltmeisterschaft in Alanya.
2011 etablierten sich Menegatti/Cicolari in den Top Ten der FIVB World Tour und kamen bei den Mysłowice Open ins Finale. Bei der Weltmeisterschaft in Rom gelang ihnen ohne Satzverlust der Gruppensieg in der Vorrunde, bevor sie sich im Achtelfinale den Chinesinnen Xue Chen/Zhang Xi geschlagen geben mussten. Anschließend schafften sie bei fünf Grand Slams in Folge eine einstellige Platzierung. Im August wurden sie in Kristiansand Europameisterinnen. Zum Abschluss der Weltserie wurde Marta Menegatti als Most Improved Player des Jahres 2011 ausgezeichnet.
Bei den Olympischen Spielen 2012 in London erreichten sie den ersten Platz in der Gruppenphase und qualifizierten sich damit für das Achtelfinale. Dort trafen sie auf das spanische Duo Liliana/Baquerizo, das sie mit 2:0 besiegten. Sie unterlagen dann aber im Viertelfinale May-Treanor/Walsh (USA) mit 0:2 und belegten damit den fünften Platz. Auch bei der WM 2013 in Stare Jabłonki erreichten Menegatti/Cicolari Platz fünf.
Seit Juli 2013 startete Menegatti wieder mit ihrer früheren U21-Partnerin Orsi Toth. Menegatti/Orsi Toth hatten 2013 und 2014 mehrere Top-Ten-Platzierungen auf der World Tour. 2015 gelang ihnen im russischen Sotschi der erste Sieg eines italienischen Frauen-Beachvolleyballteams auf der World Tour. Sie schlugen im Final die Schweizerinnen Isabelle Forrer/Anouk Vergé-Dépré in zwei Sätzen mit 21:19 und 21:16. Weitere bemerkenswerte Resultate der beiden Italienerinnen waren der dritte Platz und die Finalteilnahme bei den anschließenden Open in Puerto Vallarta und Antalya sowie jeweils der Einzug ins Viertelfinale bei den Majorturnieren in Poreč und Gstaad in der folgenden Saison.
Über die Olympiaranglisten waren Menegatti/Orsi Toth zunächst für die Olympischen Spiele 2016 in Rio qualifiziert. Allerdings wurde Orsi Toth am 19. Juli 2016 positiv auf das androgene Steroid Clostebol getestet und von allen Wettkämpfen suspendiert. Für Orsi Toth rückte Laura Giombini nach.
2017 spielte Menegatti an der Seite der früheren US-amerikanischen Hallenvolleyballerin Rebecca Perry, 2018 wieder mit Laura Giombini und anschließend bis 2021 wieder mit Viktoria Orsi Toth.
Beim ersten gemeinsamen Turnier nach der erzwungenen Pause stand der Sieg beim Zwei-Sterne-Turnier in Agadir zu Buche, es folgten fünfte Ränge bei den Vier-Sterne-Events in Moskau und Las Vegas. Die gleiche Platzierung erreichten Orsi Toth und Menegatti bei der Beachvolleyball-Weltmeisterschaft 2019 in Hamburg sowie bei den Europameisterschaften im gleichen Jahr und ein Spieljahr später. Die beiden italienischen Beachvolleyballerinnen starteten ebenfalls gemeinsam in Tokio bei den Olympischen Spielen, dies war schon die dritte Teilnahme der gebürtigen Norditalienerin an olympischen Wettkämpfen.
Beide langjährige Partnerinnen beschlossen nach der Europameisterschaft im Herbst 2021, sich zu trennen und mit jüngeren Spielerinnen an ihrer Seite ihren Sport zu betreiben. Mit Valentina Gottardi wurde Marta Menegatti bei der Weltmeisterschaft 2022 zusammen Fünfte. Anschließend gelang den beiden Athletinnen die Finalteilnahme beim Future in Lecce und der dritte Platz beim Challenge-Turnier in Agadir. Den geteilten fünften Platz erreichten die beiden Italienerinnen bei den Europameisterschaften in München. Nachdem sie in der Hauptrunde zunächst die Litauerinnen Dumbauskaitė/Grudzinskaitė und anschließend die Deutschen Ittlinger/Schneider besiegt hatten, scheiterten sie auf dem Weg ins Halbfinale an den Spanierinnen Daniela Álvarez und Tania Moreno.
Im folgenden Jahr gelang Menegatti/Gottardi ihr erster gemeinsamer Semifinaleinzug in einem Elite16 bei der Veranstaltung in Tepic und sie gewannen danach ihr erstes Challenge im brasilianischen Saquarema. Zwei Monate später siegten sie bei der italienischen Meisterschaft. Beim Pariser Elite16 wurden sie wie schon in Mexiko Vierte. 2024 konnten sie ihr Vorjahresergebnis aus Tepic bestätigen. Nach zwei Viertelfinalteilnahmen bei gleichwertigen Wettbewerben in Ostrava und Gstaad wurden sie Gruppendritte bei den Olympischen Spielen in Paris, verloren jedoch in der ersten Hauptrunde gegen Hughes und Cheng und belegten so den geteilten neunten Rang. Bei den Europameisterschaften unterlagen die Italienerinnen zunächst ihren Landsfrauen Reka Orsi Toth / Giada Bianchi, gewannen die folgenden Begegnungen und wurden erst im Endspiel von Tillmann / Müller gestoppt. Anschließend standen sie in Hamburg zum zweiten Mal in der Saison bei einem Elite16 im Halbfinale.